# Mizunami, Gifu
Mizunami (瑞浪市 Mizunami-shi) là một thành phố thuộc tỉnh Gifu, Nhật Bản.